# Елізабет Діллінг
Елі́забет Ді́ллінг Сто́укс англ. Elizabeth Dilling Stokes (19 квітня 1894 – 26 травня 1966) американська антикомуністична і антивоєнна активістка і письменниця. Була двічі арештованою за хуліганство.
Будучи автором чотирьох політичних книг, Діллінг доказувала, що Марксизм і «Єврейство» є синонімами і захоплювалася як Адольфом Гітлером, так і Франциско Франко. Вона вважала, що багато відомих фігур симпатизували комуністам, включаючи таких осіб як Елеонора Рузвельт, Махатма Ганді, Франц Боа і Зигмунд Фрейд. Діллінг дійшла висновку, що зростаюча еліта хоче перетворити США на комуністичну державу.

## Твори
- http://www.come-and-hear.com/dilling/index.html [Архівовано 22 вересня 2009 у Wayback Machine.]